# جاش کیلی
جاش کیلی (انگلیسی: Josh Keeley؛ زادهٔ ۱۷ مهٔ ۲۰۰۳) بازیکن فوتبال اهل جمهوری ایرلند است که در حال حاضر به صورت قرضی از باشگاه فوتبال تاتنهام هاتسپر برای باشگاه فوتبال لیتون اورینت بازی می‌کند. 
وی همچنین در تیم‌های ملی فوتبال زیر ۱۹ سال و زیر ۲۱ سال جمهوری ایرلند بازی کرده است.